# Diergaarde Blijdorp
El Zoológico de Róterdam, o en neerlandés: Diergaarde Blijdorp, es un zoo situado en la parte noroeste Róterdam. Es uno de los más antiguos de los Países Bajos, en 2007 celebró su 150 aniversario, y en 2018 se celebra su 160 aniversario.
Diergaarde Blijdorp es un miembro de la Federación Holandesa de Zoológicos (NVD) y de la Asociación Europea de Zoos y Acuarios (EAZA).